# Esplosione di propilene alla Formosa Plastics del 2005
L'esplosione di propilene alla Formosa Plastics del 2005 è un incidente verificatosi il 6 ottobre 2005 nell'unità Olefine II dello stabilimento Formosa Plastics a Point Comfort, Texas, Stati Uniti. Un rilascio di propilene all'interno dell'unità di processo ha causato un'esplosione, e gli incendi successivi sono durati per cinque giorni prima che le squadre di soccorso riuscissero a estinguerli.

## Lo stabilimento Formosa Plastics di Point Comfort
Lo stabilimento di Point Comfort è il più grande impianto chimico della Formosa Plastics negli Stati Uniti, inaugurato nel 1983. Costituito da 17 unità di processo che producono vari prodotti petroliferi e plastici, si estende su di un'area pari a 7,3 km² e dà lavoro a circa 1400 dipendenti e 400 lavoratori a contratto. Centoventi tra i dipendenti compongono la squadra d'emergenza (Emergency Response Team, ERT) dell'impianto, i cui membri vengono addestrati a fronteggiare incendi ed emergenze legate al rilascio di prodotti pericolosi.

### L'unità Olefine II
L'unità Olefine II utilizza dei forni di processo per la conversione di nafta o gas naturale in una miscela di idrocarburi costituita da metano, etano, etilene, propilene e propano, i quali vengono poi separati nelle colonne di distillazione. Alcuni gas (come il propilene) vengono liquefatti e inviati a stoccaggio mentre altri vengono utilizzati per alimentare i forni o riutilizzati come materie prime.
In condizioni normali l'unità di processo viene protetta in caso di sovrapressione da un certo numero di valvole di sicurezza che scaricano il gas in eccesso in un sistema di torcia che li brucia a distanza di sicurezza. Inoltre sono presenti valvole di isolamento che sezionano l'impianto limitando la quantità di prodotti pericolosi che può fuoriuscire da tubazioni e apparecchiature: tuttavia, le valvole di isolamento della sezione di impianto interessata dall'incidente erano azionate manualmente e non è stato possibile per i lavoratori raggiungerle in tempo per prevenire le esplosioni.

## L'incidente

### Cronologia dell'incidente
La serie di esplosioni è cominciata poco dopo le 15:00 del 6 ottobre 2005, con i successivi incendi che hanno raggiunto altezze di circa 250 metri risultando visibili dalle città vicine, e che sono proseguiti per quasi una settimana.
Il 6 ottobre 2005 intorno alle 15:05, un rimorchio trainato da un carrello elevatore si è agganciato a una valvola di una linea di propilene liquido nelle vicinanze dell'unità Olefine II, strappandola dalla tubazione e creando un foro di 3,5 cm di diametro. Il propilene liquido pressurizzato è cominciato a fuoriuscire dalla tubazione, vaporizzando parzialmente, e generando quindi una pozza di propilene liquido e una nube di vapore infiammabile. Alla vista della nube di propilene il conducente del carrello elevatore e altri appaltatori presenti nelle vicinanze hanno immediatamente evacuato l'area.
Nel frattempo un operatore di impianto ha segnalato la fuga di propilene alla sala controllo dell'impianto. Gli operatori in sala controllo hanno visto la fuga su una telecamera a circuito chiuso e hanno iniziato la procedura di fermata d'emergenza dell'impianto; tuttavia, le valvole di intercettazione che avrebbero dovuto impedire l'ulteriore rilascio di propilene dovevano essere chiuse manualmente sul posto. Gli operatori di campo nelle vicinanze della perdita hanno tentato di raggiungere le valvole di intercettazione manuali ma non si sono potuti avvicinare a causa della nuvola di vapore, e di conseguenza il propilene ha continuato a fuoriuscire alimentando la pozza di liquido e la nube di vapore.
Verso le 15:07 la nube di vapore ha trovato una sorgente d'innesco, producendo un'esplosione che ha coinvolto alcuni operatori, ustionandone gravemente due e ha innescato l'incendio della pozza di propilene. A questo punto dalla sala controllo è stato diramato un ordine di evacuazione dell'impianto. Poco dopo gli operatori della sala controllo hanno iniziato a sentire odore di propilene e di conseguenza anche la sala controllo è stata evacuata.
A breve distanza dalla zona dell'incendio si trovavano serbatoi di stoccaggio di prodotti infiammabili, per cui c'era una seria possibilità che l'incendio li raggiungesse; date le alte quantità di infiammabili in gioco, gli esperti stimano che se si fosse verificata tale eventualità l'intero stabilimento di Point Comfort sarebbe andato distrutto.
A questo punto centinaia di operai e appaltatori dell'impianto sono evacuati verso le uscite ma il cancello 6 era chiuso e nessuno era presente per aprirlo. Molti lavoratori hanno quindi saltato la recinzione nel tentativo di fuggire.
L'incendio di pozza nel frattempo si era propagato lungo il lato di una struttura di processo che conteneva diversi recipienti di processo e scambiatori di calore, protetti da valvole di sicurezza. Le autorità locali hanno diramato un allarme per gli abitanti della zona con l'ordine di rimanere chiusi in casa, mentre studenti e insegnanti della vicina scuola elementare sono stati evacuati a Port Lavaca, a circa 8 km di distanza, e hanno chiuso la Highway 35 nel tratto adiacente all'impianto. L'ordine di restare in casa è stato annullato alle 21:00 del 7 ottobre 2005.
All'interno dello stabilimento, la squadra di emergenza ha cominciato le operazioni antincendio, tentando di isolare il maggior numero possibile di fonti di sostanze infiammabili e lasciando bruciare fino a esaurimento gli infiammabili non isolabili. Verso le 15:35 (20:35 UTC), il lato della struttura di processo è crollato rompendo le linee connesse alle valvole di emergenza che hanno immediatamente preso fuoco. Ci sono voluti cinque giorni per spegnere tutti gli incendi, e all'apice dell'incidente le fiamme hanno raggiunto un'altezza di circa 250 m.
L'incidente ha causato il ferimento di sedici lavoratori, quattro con gravi ustioni che hanno richiesto il ricovero in ospedale, e molti altri che sono stati curati per esaurimento, problemi polmonari e lesioni fisiche debilitanti. Non è chiaro a oggi l'effetto sui residenti della contea di Calhoun dagli agenti chimici rilasciati dall'impianto della Formosa nel mese successivo all'incidente. Oltre un migliaio di residenti ha sporto denuncia per danni contro la Formosa.

## L'inchiesta
L'inchiesta condotta sull'incidente da parte del "Chemical Safety and Hazard Investigation Board" (CBS) ha messo in luce alcune carenze dell'impianto, sia di tipo amministrativo che impiantistico.

### Procedure di gestione dei veicoli nelle aree di impianto
Sebbene la Formosa Plastics avesse adottato procedure per i limiti di velocità dei veicoli, per l'uso delle gru e per l'autorizzazione all'accesso dei veicoli, mancavano invece restrizioni sulle zone d'impianto in cui i veicoli potevano circolare. Mancavano inoltre barriere di protezione delle tubazioni contro potenziali impatti, come viene invece richiesto dalle normative.

### Protezione passiva antincendio delle strutture

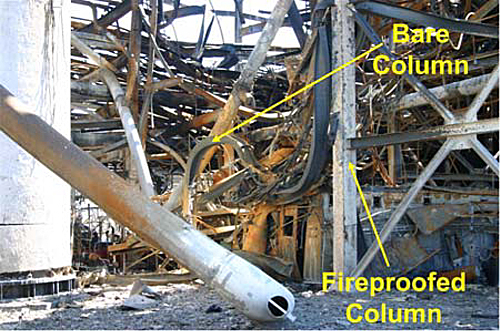
Foto delle strutture di processo: le colonne non protette da fuoco sono collassate, mentre quelle che erano protette hanno sostanzialmente resistito

Della struttura di processo che è crollata solo tre delle quattro colonne portanti erano rivestite di materiali resistenti al fuoco, mentre le colonne che sostenevano le valvole di sicurezza e le tubazioni di sfiato di emergenza non erano protette, nonostante una raccomandazione del 1988 dell'API lo richieda esplicitamente e nonostante l'impianto Olefine II sia stato realizzato dopo.
Durante l'incendio, le colonne non protette hanno perso la loro resistenza meccanica e sono collassate, mentre quelle protette da materiale resistente agli incendi hanno sostanzialmente retto.

### Isolamento delle apparecchiature
Gli operatori che lavoravano nell'unità al momento dell'incidente non sono stati in grado di raggiungere le valvole di intercettazione manuali che avrebbero permesso di isolare la sezione danneggiata impedendo ulteriore fuga di prodotto combustibile.
Era presente una valvola di intercettazione azionata a distanza tra la sezione danneggiata e i serbatoi di stoccaggio, ma non tra la sezione danneggiata e la colonna di distillazione.
Inoltre, le pompe erano gestite da una sala di controllo locale che è risultata essa stessa inaccessibile. Alla fine i motori delle pompe sono stati spenti dalla sala controllo centrale, dove però mancava un comando remoto di "shutdown" che avrebbe permesso anche di chiudere le valvole in aspirazione alle pompe, permettendo così di porre fine all'incidente prima dell'innesco della nuvola di vapore e riducendo sicuramente la gravità della situazione.

## Raccomandazioni
A seguito dell'inchiesta il CSB ha raccomandato alla Formosa Plastics di rivedere le sue procedure di analisi dei rischi per migliorare la valutazione dei pericoli di impatto da veicoli, dell'estensione delle protezioni passive antincendio e della prevenzione o contenimento dei rilasci accidentali di prodotti pericolosi. Il CSB ha inoltre raccomandato che tutti i lavoratori di qualsiasi unità del complesso Point Comfort a rischio di incendio indossassero indumenti resistenti al fuoco.
In più, il CBS ha prodotto raccomandazioni anche per la Kellogg, Brown & Root (KBR) che avevano progettato l'unità Olefine II. La KBR aveva già progettato la preesistente unità Olefine I, riproponendo in pratica lo stesso progetto anche per l'Unità II e per altre società senza aggiornarlo per tenere conto delle nuove raccomandazioni e requisiti sugli standard di sicurezza. La raccomandazione del CBS consisteva quindi nell'obbligo per KBR di avvisare tutti i proprietari di impianti simili sui potenziali rischi, nonché di riesaminare e aggiornare tutti i progetti di impianti esistenti prima di venderli a futuri clienti.

## Sanzioni
L'Occupational Safety and Health Administration (OSHA) ha riscontrato da parte della Formosa Plastics una violazione intenzionale di mancata fornitura di indumenti resistenti al fuoco ai propri dipendenti per la protezione contro i rischi di incendio. Questo, insieme ad altre 13 accuse, ha portato a una multa per la società pari a 148.000 USD.